# Königschlag
Königschlag ist eine Katastralgemeinde der Marktgemeinde Schenkenfelden im Mühlviertel im Bezirk Urfahr-Umgebung, Oberösterreich.

## Geographie
Königschlag ist die nördliche der drei Katastralgemeinden von Schenkenfelden und liegt östlich von Bad Leonfelden unmittelbar an der tschechischen Grenze.
Das Katastralgebiet mit 998,17 Hektar erstreckt sich etwa 5 km vom Granitzbach an der Grenze, und den Miesenwald mit dem Fuchsbauerberg (807 m ü. A.) im Norden über den Steinberg (807 m ü. A.) bis an den Kettenbach am Fuß des Hirtstein (844 m ü. A.) im Süden.
Es umfasst die beiden Ortschaften Vorderkönigschlag und Hinterkönigschlag.
Nachbarkatastralgemeinden
| Weigetschlag (Gem. Bad Leonfelden)            | k.ú. Studánky ∗ (ob. Vyšší Brod, ok. Český Krumlov, Jihočeský kr., CZ) | Stiftung bei Reichenthal (Gem. Reichenthal)                             |
| Laimbach (Gem. Bad Leonfelden)                | Kompassrose, die auf Nachbargemeinden zeigt                            | Reichenthal (Gem. Reichenthal) Waldburg (Gem. Waldburg, Bez. Freistadt) |
| Stiftung bei Leonfelden (Gem. Bad Leonfelden) | Schenkenfelden                                                         | Guttenbrunn (Gem. Hirschbach i.Mkr., Bez. Freistadt)                    |

∗  k.ú. … Katastrální území, alter deutscher Name: Kaltenbrunn

## Nachweise
- 41622 – Schenkenfelden. Gemeindedaten der Statistik Austria